# Coming Home (album de Faye Wong)
Pour les articles homonymes, voir Coming Home.
Albums de Faye Wong
You're the Only One
(1990) No Regrets
(1993)
Coming Home, sorti le 13 août 1992, est le quatrième album de Faye Wong. Ce quatrième album est sorti chez le label Cinepoly.

## Titres
1. Romantic Storm (浪漫風暴)
2. Miss You Night and Day
3. Fragile Woman (容易受傷的女人)
4. Blind Date (不相識的約會)
5. Put the Key In the MailBox (把鑰匙投進信箱)
6. These…Those… (這些…那些… )
7. Happy Tears (開心眼淚)
8. Rekindle (重燃)
9. Round and Round (兜兜轉)
10. Kisses In the Wind